# أوبري غيفنز
أوبري غيفنز (بالإنجليزية: Aubrey Givens)‏ هو مدير فني أمريكي، ولد في 21 يونيو 1912 في نبراسكا في الولايات المتحدة، وتوفي في 1 سبتمبر 1983 في لنكن في الولايات المتحدة.